# Decrescimento

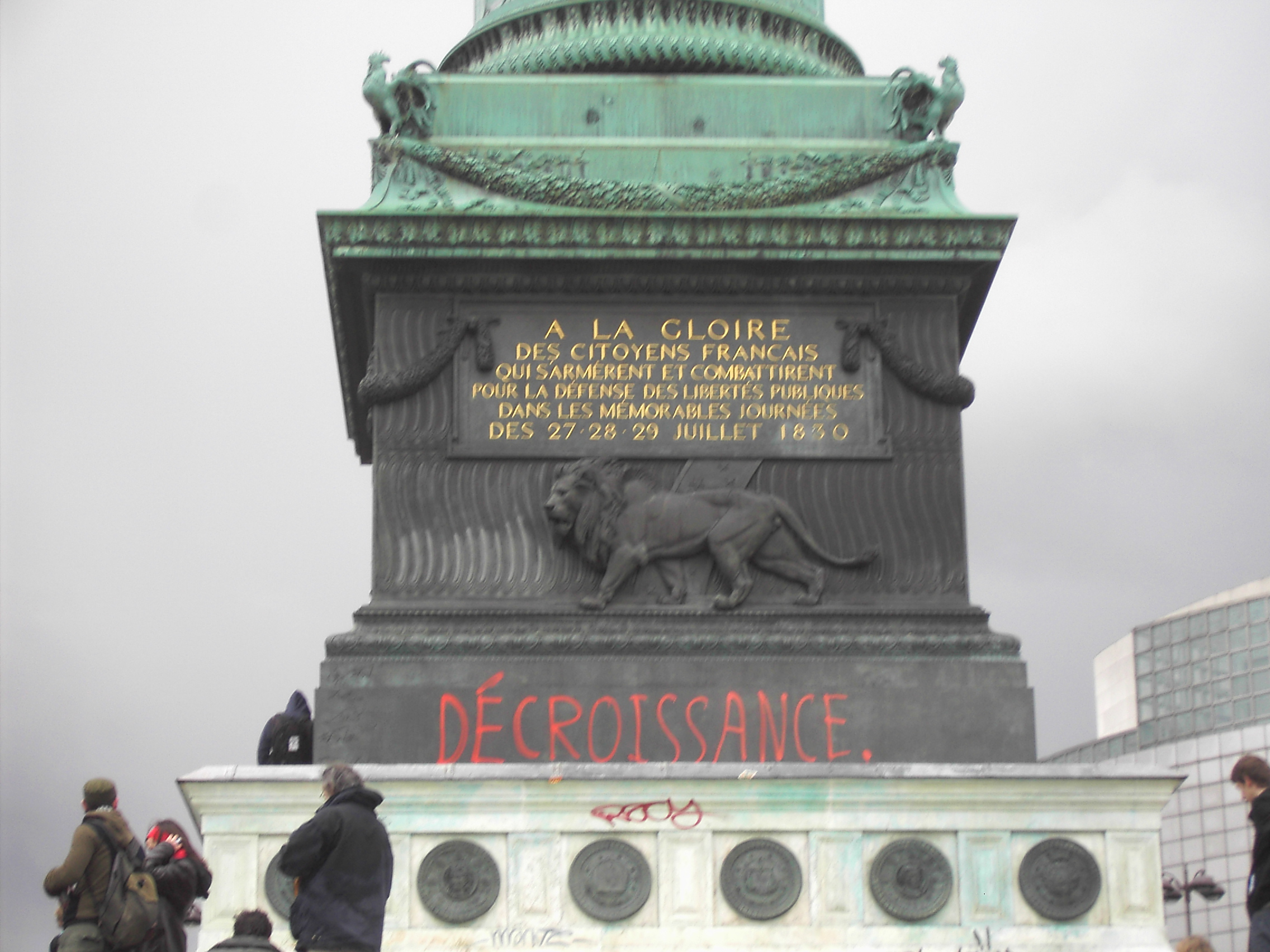
"Decrescimento", diz inscrição sobre a Coluna de Julho, na Praça da Bastilha, em Paris, durante a greve geral de 28 de março de 2006.

O Decrescimento (do francês: décroissance) é tanto um movimento político, econômico e social quanto um conjunto de teorias que criticam o paradigma do crescimento econômico, e é baseado em diversas linhas de pensamento, como a ecologia política, economia ecológica, ecologia política feminista e justiça ambiental. O movimento enfatiza a necessidade de reduzir o consumo e a produção global (o metabolismo social) e defender uma sociedade socialmente justa e ecologicamente sustentável, com o bem-estar social e ambiental substituindo o produto interno bruto (PIB) como indicador de prosperidade.
O decrescimento destaca importância da autonomia, trabalho de cuidado, auto-organização, bens comuns, comunidade, localismo aberto, partilha de trabalho, felicidade e convivialidade.. A visão não é apoiada por evidências quantitativas substanciais, mas o principal argumento dos defensores do decrescimento é que uma expansão infinita da economia é fundamentalmente contraditória às fronteiras planetárias finitas.
O movimento aponta as contradições e os danos socioambientais causados pelo imperativo do crescimento infinito e de uma concepção de "desenvolvimento" ocidental, e sugere a necessidade de reduzir a produção e o consumo global, diminuir as desigualdades socioeconômicas e promover uma economia mais local e baseada na autossuficiência. O decrescimento enfatiza que o crescimento econômico não pode continuar a ser o único indicador de progresso humano e que as pessoas precisam ter mais tempo livre para se envolver em atividades mais significativas.
Embora o PIB possa encolher numa "sociedade de decrescimento", ou seja, uma sociedade na qual os objetivos do movimento de decrescimento são alcançados, esse não é o objetivo principal do decrescimento. O objetivo principal é uma sociedade socialmente justa e ecologicamente sustentável que prioriza o bem-estar das pessoas e do planeta em vez do crescimento econômico.

## Contexto
O movimento "decrescimento" surgiu de preocupações sobre as consequências percebidas do produtivismo e do consumismo associado às sociedades industriais (sejam capitalistas ou socialistas), incluindo:
- A disponibilidade reduzida de fontes de energia (ver pico do petróleo)
- O declínio da qualidade do meio ambiente (ver aquecimento global, poluição, ameaças à biodiversidade )
- O declínio na saúde da flora e da fauna da qual os humanos dependem (ver extinção do Holoceno)
- O aumento dos efeitos colaterais negativos da sociedade (ver desenvolvimento não sustentável, saúde mais precária, pobreza)
- O uso cada vez maior de recursos pelos países do Primeiro Mundo para satisfazer estilos de vida que consomem mais alimentos e energia e produzem mais resíduos, às custas do Terceiro Mundo (ver neocolonialismo)

Na academia, um estudo reuniu propostas de decrescimento e definiu o movimento com três objetivos principais: (1) Reduzir o impacto ambiental da atividade humana; (2) Redistribuir rendimento e riqueza dentro e entre países; (3) Promover a transição de uma sociedade materialista para uma sociedade convivial e participativa.

### Desacoplamento
O conceito de desacoplamento denota que é possível dissociar o crescimento económico, geralmente medido em crescimento do PIB, do uso de recursos naturais e das emissões de gases de efeito estufa (GEE). O desacoplamento absoluto refere-se ao crescimento do PIB coincidindo com uma redução no uso de recursos naturais e emissões de GEE, enquanto que o desacoplamento relativo descreve um aumento no uso de recursos e emissão de GEE que é inferior ao aumento do crescimento do PIB. O movimento do decrescimento critica fortemente essa ideia e argumenta que o desacoplamento absoluto só é possível por curtos períodos, locais específicos ou com pequenas taxas de mitigação. Além disso, não há evidências empíricas de que o desacoplamento aconteça com rapidez suficiente e na escala global. Uma recente revisão da literatura chamada “desacoplamento desmascarado: evidências e argumentos contra o crescimento verde como única estratégia para a sustentabilidade” analisou uma grande quantidade de trabalhos empíricos e teóricos sobre o tema e conclui que:
“não apenas não há evidências empíricas que sustentem a existência de um desacoplamento do crescimento económico das pressões ambientais em qualquer lugar próximo à escala necessária para lidar com o colapso ambiental, mas também, e talvez mais importante, esse desacoplamento parece improvável de acontecer no futuro.” (Pág. 3).
Além disso, o artigo afirma que os casos relatados de desacoplamento “bem-sucedido” retratam desacoplamento relativo e/ou são observados apenas temporariamente e/ou apenas à escala local. Isso é apoiado por vários outros estudos que afirmam que é altamente improvável que o desacoplamento absoluto seja alcançada com rapidez suficiente para evitar o aquecimento global acima de 1,5 °C ou 2 °C, mesmo sob condições políticas otimistas. Além disso, contar com o desacoplamento como a principal ou a única estratégia para aliar o crescimento económico e a redução das pressões ambientais equivale a assumir um grande risco para o nosso bem-estar futuro. Consequentemente, os defensores do decrescimento argumentam que precisamos de buscar alternativas.

### Esgotamento de recursos
À medida que as economias crescem, a necessidade de recursos cresce de acordo (a menos que haja mudanças na eficiência ou na procura por produtos diferentes devido a mudanças de preços). Existe uma oferta fixa de recursos não renováveis, como o petróleo, e esses recursos serão inevitavelmente esgotados. Os recursos renováveis também podem ser esgotados se extraídos a taxas insustentáveis por longos períodos. Por exemplo, isso ocorreu com a produção de caviar no Mar Cáspio. Existe muita preocupação sobre como a crescente procura por esses recursos será atendida à medida que a oferta diminuir. Muitas organizações e governos buscam tecnologias de energia, como biocombustíveis, painéis fotovoltaicos e turbinas eólicas, para atender à lacuna de procura após o pico do petróleo. Outros argumentaram que nenhuma das alternativas poderia substituir efetivamente a versatilidade e a portabilidade do petróleo. Os autores do livro Techno-Fix criticam os otimistas tecnológicos por ignorarem as limitações da tecnologia na solução dos desafios agrícolas e sociais decorrentes do crescimento.
Os defensores do decrescimento argumentam que a diminuição da procura é a única forma de fechar permanentemente a lacuna de procura. Para recursos renováveis, a procura e, portanto, a produção, também devem ser reduzidas a níveis que evitem o esgotamento e sejam ambientalmente saudáveis. Mudar para uma sociedade que não dependa do petróleo é visto como essencial para evitar o colapso social quando os recursos não renováveis se esgotam.

### Pegada ecológica
A pegada ecológica é uma medida da procura humana nos ecossistemas da Terra. Ela compara a procura humana com a capacidade ecológica do planeta Terra de se regenerar. Representa a quantidade de área terrestre e marítima biologicamente produtiva necessária para regenerar os recursos que uma população humana consome e para absorver e tornar inofensivos os resíduos correspondentes. De acordo com um relatório da Global Footprint Network de 2005, os habitantes de países de elevado rendimento vivem de 6,4 hectares globais (gHa), enquanto que os de países de baixo rendimento vivem de um único gHa. Por exemplo, enquanto cada habitante do Bangladesh vive do que produz de 0,56 gHa, um norte-americano precisa de 12,5 gHa. Cada habitante da América do Norte usa 22,3 vezes mais terra do que um bengali. De acordo com o mesmo relatório, o número médio de hectares globais por pessoa foi de 2,1, enquanto que os níveis de consumo atuais atingiram 2,7 ha/pessoa. Para que a população mundial alcançasse os padrões de vida típicos dos países europeus, seriam necessários os recursos de três a oito planetas Terra com os atuais níveis de eficiência e meios de produção. Para que a igualdade económica mundial seja alcançada com os atuais recursos disponíveis, os proponentes dizem que os países ricos teriam que reduzir o seu padrão de vida por meio do decrescimento. As restrições de recursos acabariam por levar a uma redução forçada do consumo. A redução controlada do consumo reduziria o trauma dessa mudança, assumindo que nenhuma mudança tecnológica aumentasse a capacidade de carga do planeta.

### Decrescimento e desenvolvimento sustentável[17]
O pensamento do decrescimento está em oposição a todas as formas de produtivismo (a crença de que a produtividade económica e o crescimento são o propósito da organização humana). É, portanto, contrário à forma atual de desenvolvimento sustentável. Embora a preocupação com a sustentabilidade não contrarie o decrescimento, o desenvolvimento sustentável está enraizado nas ideias dominantes de desenvolvimento que visam aumentar o crescimento e o consumo capitalistas. O decrescimento, portanto, vê o desenvolvimento sustentável como um oxímoro, pois qualquer desenvolvimento baseado no crescimento num mundo finito e ambientalmente stressado é visto como inerentemente insustentável. Os críticos do decrescimento argumentam que uma desaceleração do crescimento económico resultaria em aumento do desemprego, aumento da pobreza e diminuição do rendimento per capita. Muitos que entendem as devastadoras consequências ambientais do crescimento ainda defendem o crescimento económico no Sul, mesmo que não no Norte. Mas, uma desaceleração do crescimento económico não produziria os benefícios do decrescimento – autossuficiência, responsabilidade material – e, de fato, levaria à diminuição do emprego. Em vez disso, os defensores do decrescimento defendem o completo abandono do atual modelo económico (de crescimento), sugerindo que relocalizar e abandonar a economia global no Sul Global permitiria que as pessoas do Sul se tornassem mais autossuficientes e acabaria com o consumo excessivo e a exploração do Sul pelo Norte. Os defensores do decrescimento veem-no como um caminho possível para preservar os ecossistemas das pressões humanas. Nessa ideia, o meio ambiente é cuidado comunitariamente, integrando humanos e natureza; o decrescimento implica a perceção dos ecossistemas como inerentemente valiosos, não apenas como uma fonte de recursos. Na Segunda Conferência Internacional sobre o decrescimento, foram discutidas ideias como salário máximo e fronteiras abertas. Há também um reconhecimento com o decrescimento de que o crescimento populacional não é a questão central para a necessidade de crescimento industrial, porque populações maiores no Sul global podem usar muito menos recursos do que um punhado de indivíduos no Norte global. O decrescimento sugere uma mudança deontológica para que os estilos de vida que envolvem um alto nível de consumo de recursos deixem de ser vistos como atraentes. Outras visões de decrescimento incluem o Norte global a reparar injustiças passadas de séculos de colonização e exploração e redistribuindo a riqueza, e um conceito de escala de ação apropriada é um grande tópico de debate dentro dos movimentos de decrescimento.
Alguns investigadores acreditam que o mundo terá que passar pela Grande Transformação, "por design ou por desastre", portanto a economia ecológica tem que incorporar as teorias do pós-desenvolvimento, buen vivir e decrescimento se quiserem realmente mudar alguma coisa.
Em 2022 foi publicada uma investigação mostrando que para evitar a catástrofe climática precisaremos de reduzir o consumo. Ela descreve (capítulos 4–5) o decrescimento em direção a uma economia estável como algo possível e provavelmente positivo. O estudo termina com as palavras: “O argumento de uma transição para uma economia de estado estacionário com baixo rendimento e baixas emissões, inicialmente nas economias de alto rendimento e depois nas economias de rápido crescimento, precisa de atenção mais séria e cooperação internacional."

### "Efeito ricochete"
As tecnologias projetadas para reduzir o uso de recursos e melhorar a eficiência são frequentemente apresentadas como soluções sustentáveis ou verdes. A literatura do decrescimento, no entanto, alerta acerca desses avanços tecnológicos devido ao “efeito ricochete”, também conhecido como paradoxo de Jevons. Esse conceito é baseado em observações de que, quando uma tecnologia que consome menos recursos é introduzida, o comportamento em torno do uso dessa tecnologia pode mudar e o consumo dessa tecnologia pode aumentar ou até compensar qualquer economia potencial de recursos. À luz do efeito ricochete, os defensores do decrescimento sustentam que as únicas soluções "sustentáveis" eficazes devem envolver uma rejeição completa do paradigma de crescimento e uma mudança para um paradigma de decrescimento. Existem também limites fundamentais para soluções tecnológicas na busca do decrescimento, pois todos os compromissos com a tecnologia aumentam o rendimento cumulativo de matéria-energia. No entanto, a convergência de conhecimento e design digitais comuns com tecnologias de fabricação distribuída pode ter potencial para construir cenários futuros de decrescimento.

### Mitigação das alterações climáticas e determinantes do 'crescimento'

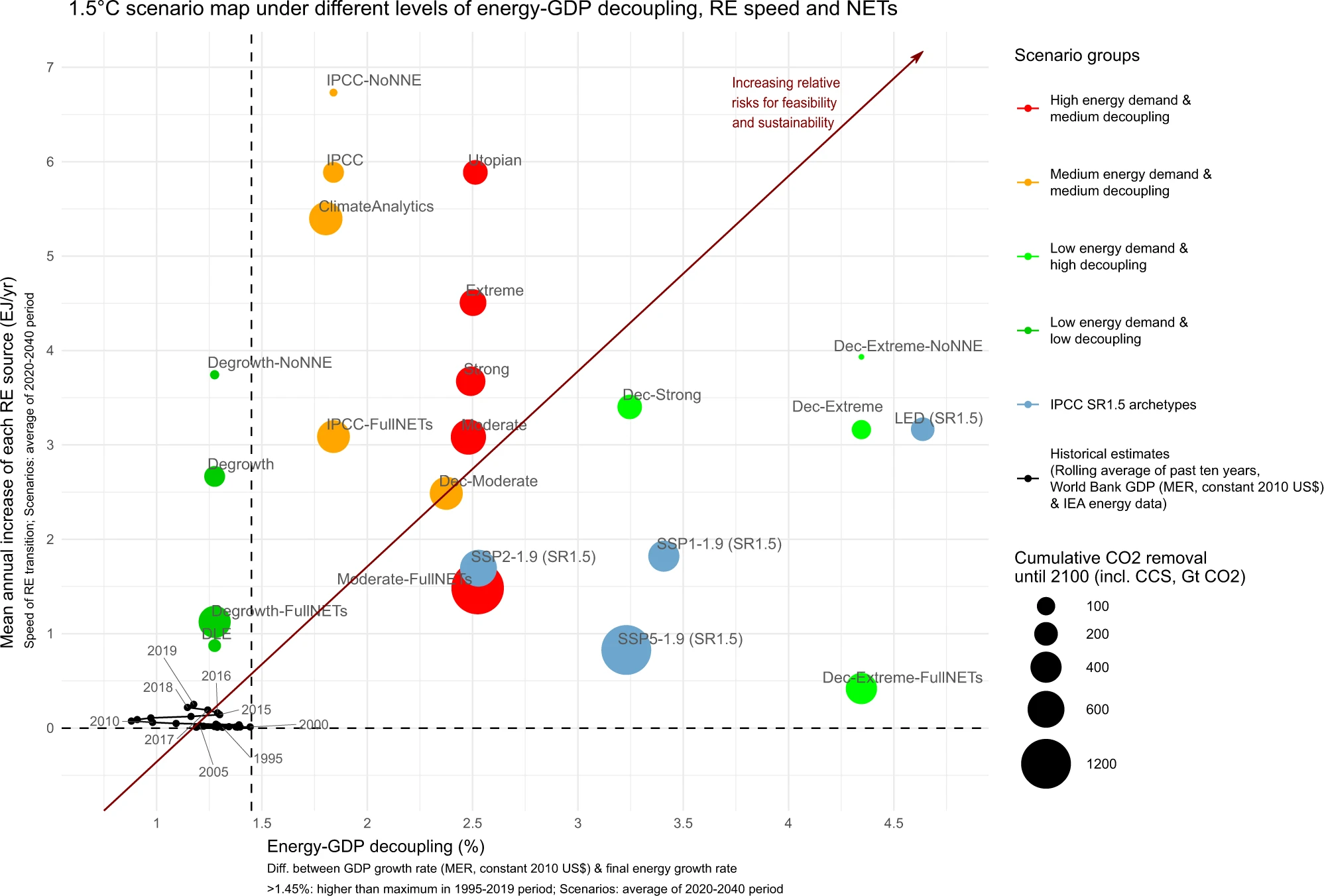
Mapa do cenário de 1,5°C sob diferentes níveis de desacoplamento energia-PIB, velocidade ER (Energia Renovável) e TENs (Tecnologias de Emissões Negativas)

Os cientistas relatam que os cenários de decrescimento, onde a produção económica "declina" ou diminui em termos de métricas económicas contemporâneas, como o PIB atual, foram negligenciados em considerações de cenários de 1,5°C relatados pelo Painel Intergovernamental para as Alterações Climáticas (IPCC), descobrindo que os cenários de decrescimento investigados "minimizam muitos dos principais riscos para a viabilidade e sustentabilidade em comparação com os caminhos orientados pela tecnologia", com um problema central de tal viabilidade no contexto da tomada de decisão contemporânea da política e dos efeitos globalizados de recuperação e realocação. No entanto, o realinhamento estrutural do 'crescimento económico' e das estruturas de determinação da atividade socioeconómica pode não ser amplamente debatido tanto na comunidade do decrescimento quanto na pesquisa sobre o decrescimento, que se pode concentrar amplamente na redução do crescimento económico de forma mais geral ou sem alternativa estrutural, mas com, por exemplo, intervenções políticas não sistémicas. Da mesma forma, muitos defensores do crescimento verde sugerem que os mecanismos e métricas socioeconómicos contemporâneas – inclusive para o crescimento económico – podem ser continuados com formas de “desacoplamento energia-PIB” não estrutural. Um estudo concluiu que os serviços públicos estão associados a uma maior satisfação das necessidades humanas e menores requisitos de energia, enquanto que as formas contemporâneas de crescimento económico estão ligadas ao oposto, com o sistema económico contemporâneo sendo fundamentalmente desalinhado com os objetivos gémeos de atender às necessidades humanas e garantir a sustentabilidade ecológica, sugerindo que priorizar o bem-estar humano e a sustentabilidade ecológica seria preferível ao crescimento nas métricas atuais de crescimento económico. A palavra 'decrescimento' foi mencionada 28 vezes no Sexto Relatório de Avaliação do IPCC das Nações Unidas pelo Grupo de Trabalho III publicado em abril de 2022.

### Paradoxo de Easterlin
Em 1973, Richard Easterlin publicou um artigo intitulado "O Crescimento Económico Melhora o Destino Humano? Algumas Evidências Empíricas" que constatam que, após um certo nível de rendimento ou "ponto de saciedade", o rendimento não tem efeito sobre os níveis de felicidade. Embora o Paradoxo de Easterlin tenha sido reavaliado várias vezes com conclusões variadas, as descobertas originais indicam que uma redistribuição de riqueza não precisa de resultar na diminuição dos níveis de felicidade. Além disso, Easterlin escreve que os níveis de consumo correlacionam-se diretamente com o nível de rendimento, indicando que, após atingir um certo ponto de saciedade, o aumento do consumo não tem efeito sobre os níveis de felicidade.

### Localismo aberto
O localismo aberto é um conceito que vem a ser promovido pela comunidade do decrescimento ao vislumbrar um conjunto alternativo de relações sociais e organização económica. Baseia-se nas filosofias políticas do localismo e baseia-se em valores como diversidade, ecologias de conhecimento, e abertura. O localismo aberto não procura criar uma comunidade fechada, mas sim fazer circular a produção localmente de forma aberta e integrativa.
O localismo aberto é um desafio direto aos atos de fechamento que ocorrem em termos de política identitária. Ao produzir e consumir o máximo possível localmente, os membros da comunidade melhoram as suas relações uns com os outros e com o meio ambiente.
As ideias do decrescimento em torno do localismo aberto partilham algumas semelhanças com as ideias em torno dos comuns, ao mesmo tempo em que apresentam diferenças claras. Por um lado, o localismo aberto promove a produção localizada e comum em estilos cooperativos semelhantes a alguma versão de como os comuns são organizados. Por outro lado, o localismo aberto não impõe nenhum conjunto de regras ou regulamentos criando uma fronteira definida, mas sim favorece uma abordagem cosmopolita.

### Feminismo
O movimento do decrescimento baseia-se na economia feminista que critica medidas de crescimento económico como o PIB, pois exclui o trabalho feito principalmente por mulheres, como o trabalho de cuidado não remunerado, que é o trabalho realizado para atender às necessidades das pessoas, e o trabalho reprodutivo, que é o trabalho de sustentação da vida, argumentado pela primeira vez por Marilyn Waring. Além disso, o decrescimento baseia-se na crítica de feministas socialistas como Silvia Federici e Nancy Fraser, alegando que o crescimento capitalista baseia-se na exploração do trabalho das mulheres. Em vez de desvalorizá-lo, o decrescimento centra a economia em torno do cuidado, propondo que o trabalho de cuidado seja organizado como um bem comum.
A centralização do cuidado anda de mãos dadas com a mudança dos regimes de tempo da sociedade. Os estudiosos do decrescimento propõem uma redução do tempo de trabalho. Como isso não leva necessariamente à justiça de género, a redistribuição do trabalho de cuidado deve ser igualmente impulsionada. Uma proposta concreta de Frigga Haug é a perspetiva 4 em 1 que propõe 4 horas de trabalho assalariado por dia, libertando tempo para 4 horas de trabalho de cuidado, 4 horas de atividades políticas numa democracia direta e 4 horas de desenvolvimento pessoal por meio de aprendizagem.
Além disso, o decrescimento baseia-se em ecofeminismos materialistas que afirmam o paralelo da exploração das mulheres e da natureza em sociedades baseadas no crescimento e propõe uma perspetiva de subsistência conceituada por Maria Mies e Ariel Salleh. A identificação de sinergias e oportunidades de fertilização cruzada entre decrescimento e feminismo está a avançar atualmente, com os dois discursos a serem conectados por meio de redes, incluindo a Feminisms and Degrowth Alliance (FaDA).

### Feminismo interseccional
Adicionalmente, os estudiosos do decrescimento feminista enfatizam a importância de construir o feminismo interseccional. A interseccionalidade descreve os sistemas de poder simultâneos, múltiplos, sobrepostos e contraditórios que moldam as nossas vidas e opções políticas. A interseccionalidade tornou-se um dos conceitos-chave dos feminismos dos últimos tempos. Enquanto que o feminismo hegemónico visava mulheres brancas de classe média, ou seja, era eminentemente um feminismo branco com características bem definidas, a interseccionalidade introduziu realidades muito mais díspares na equação.
A jurista Kimberlé Crenshaw cunhou o termo “interseccionalidade” em 1989 para descrever como os sistemas de opressão se sobrepõem para criar experiências distintas para pessoas com múltiplas categorias de identidade. Embora essa teoria possa ser aplicada a todas as pessoas, e mais particularmente a todas as mulheres, ela é especificamente mencionada e estudada dentro dos domínios do feminismo negro e da Teoria Crítica da Raça. Desde as suas origens, académicas e ativistas afro-americanas criticaram o essencialismo do conceito de género e expuseram a necessidade das académicas feministas serem autorreflexivas, autocríticas e conscientes da sua própria posição como ponto de vista.
O surgimento do termo interseccionalidade coincide de facto com a ascensão do feminismo da Terceira Onda e dos estudos pós-coloniais, expandindo o feminismo para incluir mulheres com identidades raciais e culturais diversas.
A estratégia de recorrer ao trabalho feminista afro-americano, pós-colonial e socialista para traçar uma genealogia da interseccionalidade persegue um duplo propósito. Primeiro, o conceito de interseccionalidade deve ser visto à luz das lutas políticas e intervenções teóricas das próprias mulheres que são construídas como “as outras” pelo feminismo dominante. Em segundo lugar, ao desviar a nossa atenção para as perspetivas periféricas dentro do feminismo, permite trazê-las para o centro, convertendo o feminismo na “própria casa da diferença”, onde toda a diversidade entre as mulheres pode encontrar o seu lugar.

### Descolonialismo
Um conceito relevante dentro da teoria do decrescimento é o descolonialismo, que se refere a pôr fim à perpetuação das relações políticas, sociais, económicas, religiosas, raciais, de género e epistemológicas de poder, dominação e hierarquia do Norte Global sobre o Sul Global.
O fundamento dessa relação está no entendimento de que o iminente colapso socioecológico foi causado pelo capitalismo, que se sustenta devido ao crescimento económico. Esse crescimento económico, por sua vez, só pode ser mantido sob os beirais do colonialismo e do extrativismo, perpetuando relações assimétricas de poder entre os territórios. O colonialismo é entendido como a apropriação de bens comuns, recursos e trabalho, que é antagónico aos princípios do decrescimento.
Através da dominação colonial, o capital deprime os preços dos insumos e o barateamento colonial ocorre em detrimento dos países oprimidos. O decrescimento critica esses mecanismos de apropriação e confinamento de um território sobre outro e propõe a provisão das necessidades humanas por meio da desacumulação, desencerramento e desmercantilização. Também se reconcilia com os movimentos sociais e busca reconhecer a dívida ecológica para alcançar a convergência, postulado como impossível sem a descolonização.
Na prática, observam-se práticas descoloniais próximas ao decrescimento, como o movimento do Buen vivir ou sumak kawsay por diversos povos indígenas.

## Origens do movimento
O movimento do decrescimento contemporâneo tem as suas raízes nas tendências anti-industrialistas do século 19, desenvolvidas na Grã-Bretanha por John Ruskin, William Morris e pelo movimento Arts & Crafts (1819–1900), nos Estados Unidos por Henry David Thoreau (1817–1862), e na Rússia por Liev Tolstoy (1828–1910).
O próprio conceito de "decrescimento" surgiu na década de 1970, proposto por André Gorz (1972) e intelectuais como Nicholas Georgescu-Roegen, Jean Baudrillard, Edward Goldsmith, E.F. Schumacher, Erich Fromm, Paul Goodman e Ivan Illich, cujas ideias refletem aquelas de pensadores anteriores, como o economista EJ Mishan, o historiador industrial Tom Rolt, e o socialista radical Tony Turner. Os escritos de Mahatma Gandhi e J.C. Kumarappa também contêm filosofias semelhantes, particularmente em relação ao seu apoio à simplicidade voluntária.
De forma mais geral, os movimentos de decrescimento baseiam-se nos valores do humanismo, iluminismo, antropologia e direitos humanos.

### Relatórios do Clube de Roma
| “ | Os líderes mundiais estão corretamente fixados no crescimento económico como a resposta para praticamente todos os problemas, mas eles estão a empurrá-lo com todas as suas forças na direção errada. | ” |
|   | — Donella Meadows, “Thinking in Systems”. |   |

Em 1968, o Club of Rome, um think tank com sede em Winterthur, na Suíça, pediu a pesquisadores do Massachusetts Institute of Technology um relatório sobre os limites do nosso sistema mundial e as restrições que ele impõe aos números e atividades humanas. O relatório pioneiro, chamado The Limits to Growth, foi publicado em 1972.
Os relatórios (também conhecidos como Relatórios Meadows) não são estritamente os textos fundadores do movimento do decrescimento, pois esses relatórios apenas aconselham crescimento zero e também têm sido usados para apoiar o movimento do desenvolvimento sustentável. Ainda assim, são considerados os primeiros estudos que apresentam explicitamente o crescimento económico como uma das principais razões para o aumento dos problemas ambientais globais, como poluição, escassez de matérias-primas e destruição de ecossistemas. The Limits to Growth: The 30-Year Update foi publicado em 2004, e em 2012, uma previsão de 40 anos de Jørgen Randers, um dos autores originais do livro, foi publicada como 2052: A Global Forecast for the Next Forty Years.

### Influência duradoura de Georgescu-Roegen
O movimento do decrescimento reconhece o matemático, estatístico e economista romeno-americano Nicholas Georgescu-Roegen como a principal figura intelectual inspiradora do movimento.:548f:1742:xi:1fNo seu trabalho, The Entropy Law and the Economic Process, Georgescu-Roegen argumenta que a escassez económica está enraizada na realidade física; que todos os recursos naturais são irreversivelmente degradados quando utilizados na atividade económica; que a capacidade de suporte da Terra – isto é, a capacidade da Terra de sustentar as populações humanas e os níveis de consumo – está fadada a diminuir em algum momento no futuro, à medida que o estoque finito de recursos minerais da Terra está a ser extraído e colocado em uso; e, consequentemente, que a economia mundial como um todo caminha para um inevitável colapso futuro.
A inspiração intelectual de Georgescu-Roegen para o decrescimento remonta à década de 1970. Quando Georgescu-Roegen proferiu uma palestra na Universidade de Genebra em 1974, deixou uma impressão duradoura no jovem historiador e filósofo francês recém-formado Jacques Grinvevald, que já havia sido apresentado às obras de Georgescu-Roegen por um orientador académico. Georgescu-Roegen e Grinevald tornaram-se amigos, e Grinevald dedicou a sua investigação a um estudo mais aprofundado do trabalho de Georgescu-Roegen. Como resultado, em 1979, Grinevald publicou uma tradução francesa de uma seleção de artigos de Georgescu-Roegen intitulada Demain la décroissance: Entropie – Écologie – Économie (“Amanhã o Decrescimento: Entropia – Ecologia – Economia”). Georgescu-Roegen, que falava francês fluentemente, aprovou o uso do termo décroissance no título da tradução francesa. O livro ganhou influência nos círculos intelectuais e académicos franceses desde o início. Posteriormente, o livro foi ampliado e republicado em 1995 e novamente em 2006; no entanto, a palavra Demain ('amanhã') foi removida do título do livro na segunda e terceira edições.:1742:15f

Quando Grinevald sugeriu o termo décroissance para fazer parte do título da tradução francesa da obra de Georgescu-Roegen, o termo já havia permeado os círculos intelectuais franceses desde o início da década de 1970 para significar uma ação política deliberada para reduzir a economia de forma permanente e voluntária.:195 Simultaneamente, mas de forma independente, Georgescu-Roegen criticou as ideias de Os Limites do Crescimento e a economia de estado estacionário de Herman Daly no seu artigo, "Energy and Economic Myths", apresentado como uma série de palestras de 1972, mas não publicado antes de 1975. No artigo, Georgescu-Roegen afirmou o seguinte:
| “ | [Autores que] estavam determinados exclusivamente a provar a impossibilidade do crescimento... foram facilmente iludidos por um simples, agora difundido, mas falso silogismo: Uma vez que o crescimento exponencial num mundo finito leva a desastres de todos os tipos, a salvação ecológica encontra-se no estado estacionário. ... O erro crucial consiste em não ver que não apenas o crescimento, mas também um estado de crescimento zero, ou melhor, mesmo um estado de declínio que não converge para a aniquilação, não pode existir para sempre num ambiente finito..:366f .. [O] ponto importante, mas despercebido [é] que "a conclusão necessária dos argumentos a favor dessa visão" [de um estado estacionário] "é que o estado mais desejável não é um estado estacionário, mas um estado em declínio. Sem dúvida, o crescimento atual deve cessar, ou melhor, ser revertido.:368f [Ênfase no original] | ” |

Ao ler esta passagem específica do texto, Grinevald percebeu que nenhum economista profissional de qualquer orientação jamais havia raciocinado assim antes. Grinevald também percebeu a congruência do ponto de vista de Georgescu-Roegen e os debates franceses ocorridos na época; essa semelhança foi capturada no título da edição francesa. Em conjunto, a tradução da obra de Georgescu-Roegen para o francês alimentou e deu mais impulso ao conceito de décroissance na França – e em todos os outros lugares do mundo francófono – criando assim uma espécie de retroalimentação intelectual.:1742 :15f :197f
Na década de 2000, quando décroissance deveria ser traduzido do francês de volta ao inglês como a bandeira cativante do novo movimento social, o termo original "declínio" foi considerado inadequado e mal direcionado para o propósito: "declínio" geralmente refere-se a uma inesperada, indesejada e temporária recessão económica, algo a ser evitado ou superado rapidamente. Em vez disso, o neologismo "decrescimento" foi cunhado para significar uma ação política deliberada para reduzir a economia de forma permanente e consciente—como no uso francês predominante do termo—algo bom para ser bem-vindo e mantido, ou assim acreditam os seguidores.:548:874–876
Quando a primeira conferência internacional do decrescimento foi realizada em Paris em 2008, os participantes homenagearam Georgescu-Roegen e o seu trabalho.No seu manifesto sobre Petit traité de la décroissance sereine ("Adeus ao Crescimento"), o principal paladino francês do movimento de decrescimento, Serge Latouche, creditou Georgescu-Roegen como a "principal fonte teórica do decrescimento". Da mesma forma, o teórico do decrescimento italiano Mauro Bonaiuti considerou o trabalho de Georgescu-Roegen como "uma das pedras angulares analíticas da perspectiva do decrescimento".

### Serge Latouche

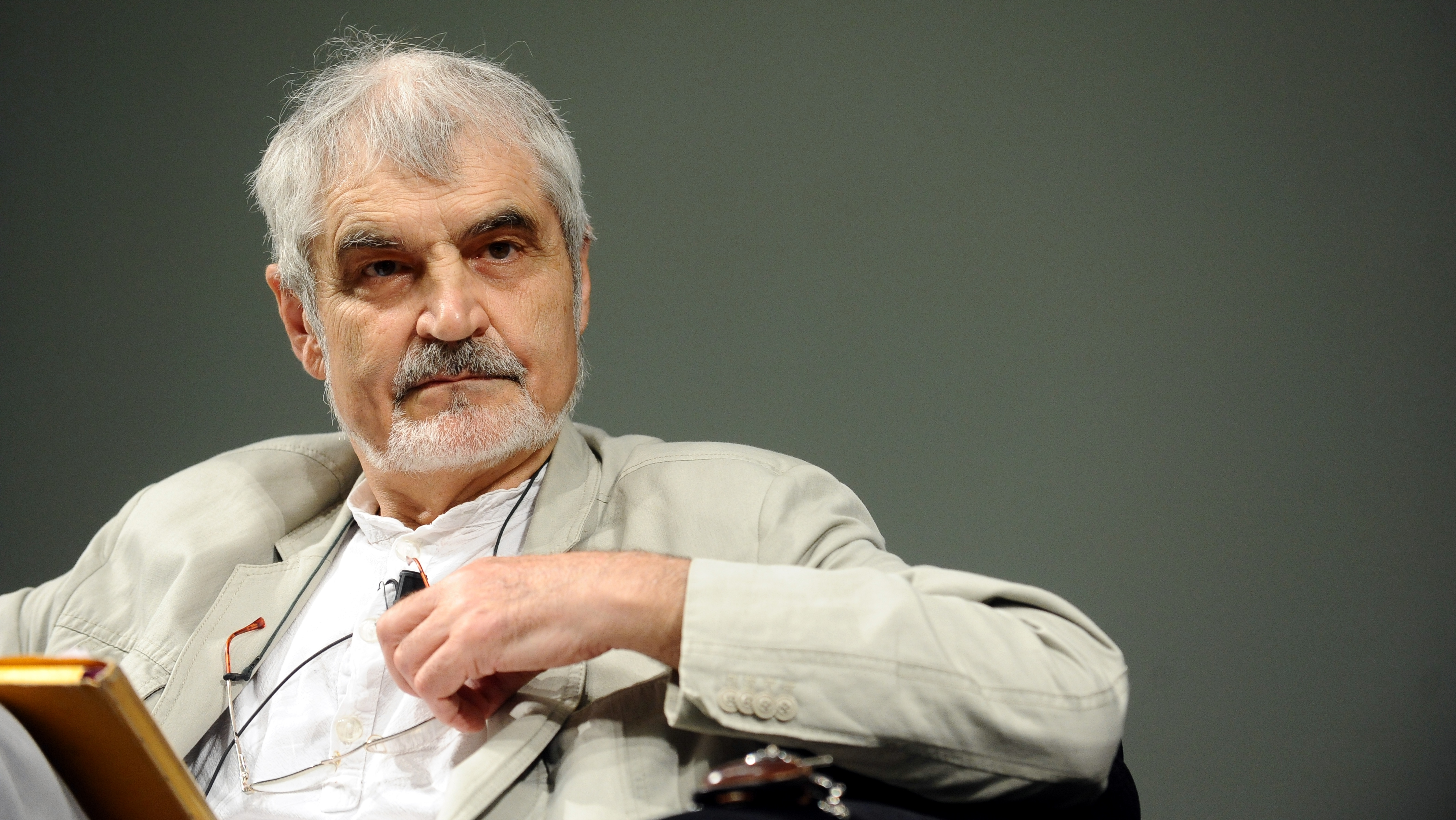
Serge Latouche

Serge Latouche, professor de economia da Universidade de Paris-Sud, observou que:

Se você tentar medir a redução na taxa de crescimento levando em conta ações. Se você tentar medir a redução na taxa de crescimento levando em consideração os danos causados ao meio ambiente e as suas consequências sobre nosso património natural e cultural, geralmente obterá resultado de um crescimento zero ou mesmo negativo. Em 1991, os Estados Unidos gastaram 115 mil milhões de dólares, ou 2,1% do PIB na proteção do meio ambiente. A Lei do Ar Limpo aumentou esse custo em 45 ou 55 milhões de dólares por ano. [...] O World Resources Institute procurou medir a taxa de crescimento levando em conta a punição exercida sobre o capital natural do mundo, com vista ao desenvolvimento sustentável. Para a Indonésia, descobriu que a taxa de crescimento entre 1971 e 1984 seria reduzida de 7,1 para 4% ao ano, e isso levando em consideração apenas três variáveis: desmatamento, a redução das reservas de petróleo e gás e erosão do solo.

### Schumacher e a economia budista
O livro de 1973 de E.F. Schumacher Small Is Beautiful é anterior a um movimento unificado de decrescimento, mas mesmo assim serve como uma base importante para ideias decrescentistas. Neste livro, ele critica o modelo neoliberal de desenvolvimento económico, argumentando que um "padrão de vida" crescente, baseado no consumo, é absurdo como objetivo da atividade económica e do desenvolvimento. Em vez disso, sob o que ele chama de economia budista, devemos buscar maximizar o bem-estar e minimizar o consumo.

### Questões ecológicas e sociais
Em janeiro de 1972, Edward Goldsmith e Robert Prescott-Allen—editores da The Ecologist—publicaram A Blueprint for Survival, que pedia um programa radical de descentralização e desindustrialização para evitar o que os autores chamavam de "o colapso da sociedade e a ruptura irreversível dos sistemas de suporte à vida neste planeta".
Em 2019, um resumo para formuladores de políticas do maior e mais abrangente estudo até hoje sobre biodiversidade e serviços ecossistémicos foi publicado pela Plataforma Intergovernamental de Políticas Científicas sobre Biodiversidade e Serviços Ecossistémicos. O relatório foi finalizado em Paris. As principais conclusões:
1. Nos últimos 50 anos, o estado da natureza deteriorou-se num ritmo acelerado e sem precedentes.
2. Os principais impulsionadores dessa deterioração foram as mudanças no uso do solo e do mar, a exploração dos seres vivos, as alterações climáticas, a poluição e as espécies invasoras. Esses cinco condutores, por sua vez, são causados por comportamentos sociais, do consumo à governança.
3. Danos aos ecossistemas prejudicam 35 das 44 metas selecionadas da ONU, incluindo os Objetivos de Desenvolvimento Sustentável da Assembleia Geral da ONU para pobreza, fome, saúde, água, clima das cidades, oceanos e terra. Pode causar problemas com alimentos, água e suprimento de ar da humanidade.
4. Para resolver o problema, a humanidade precisa de mudanças transformadoras, incluindo agricultura sustentável, reduções no consumo e desperdício, cotas de pesca e gestão colaborativa da água. A página 8 do relatório propõe “possibilitar visões de uma boa qualidade de vida que não impliquem consumo material cada vez maior” como uma das principais medidas. O relatório afirma que "Alguns caminhos escolhidos para alcançar as metas relacionadas com a energia, crescimento económico, indústria e infraestrutura e consumo e produção sustentáveis (Objetivos de Desenvolvimento Sustentável 7, 8, 9 e 12), bem como metas relacionadas com a pobreza, segurança alimentar e cidades (Objetivos de Desenvolvimento Sustentável 1, 2 e 11), podem ter impactos positivos ou negativos substanciais na natureza e, portanto, no alcance de outros Objetivos de Desenvolvimento Sustentável".
Num artigo publicado em junho de 2020, um grupo de cientistas argumenta que "crescimento verde" ou "crescimento sustentável" é um mito: "temos de nos livrar da nossa obsessão com o crescimento económico—precisamos realmente de começar a gerir as nossas economias de uma forma que proteja o nosso clima e recursos naturais, mesmo que isso signifique menos, nenhum ou até um crescimento negativo". Eles concluem que uma mudança nos paradigmas económicos é imperativa para evitar a destruição ambiental.
Em junho de 2020, no site oficial de uma das organizações que promovem o decrescimento, foi publicado um artigo escrito por Vijay Kolinjivadi, especialista em ecologia política, que explica como a criação da doença de Coronavírus 2019 está ligada à crise ecológica.
O Alerta de Emergência Climática dos Cientistas Mundiais de 2019 e a sua atualização de 2021 afirmaram que o crescimento económico é o principal impulsionador da sobreexploração dos ecossistemas, e que para preservar a biosfera e mitigar as alterações climáticas, a civilização deve, para além de outras mudanças fundamentais, incluindo estabilizar o crescimento populacional e adotar dietas amplamente baseadas em vegetais, “mudar do crescimento do PIB e da busca de riqueza para sustentar os ecossistemas e melhorar o bem-estar humano, priorizando as necessidades básicas e reduzindo a desigualdade”.

## Movimento do decrescimento

### Conferências
O movimento incluiu conferências internacionais promovidas pela rede Research & Degrowth (P&D). A Primeira Conferência Internacional sobre Decrescimento Económico para Sustentabilidade Ecológica e Equidade Social em Paris (2008) foi uma discussão sobre a crise financeira, social, cultural, demográfica e ambiental causada pelas deficiências do capitalismo e uma explicação dos principais princípios do decrescimento. Outras conferências foram em Barcelona (2010), Montreal (2012), Veneza (2012), Leipzig (2014), Budapeste (2016), e Malmö (2018).

#### Conferência de Barcelona (2010)
A Segunda Conferência Internacional em Barcelona concentrou-se em formas específicas de implementar uma sociedade de decrescimento.
Foram desenvolvidas propostas concretas para futuras ações políticas, incluindo:
- Promoção de moedas locais, eliminação de moeda fiduciária e reformas de juros
- Transição para empresas sem fins lucrativos e de pequena escala
- Aumento dos bens comuns locais e apoio a abordagens participativas na tomada de decisões
- Redução do horário de trabalho e facilitação do trabalho voluntário
- Reutilizando habitação vazia e cohousing
- Introdução do rendimento básico e um teto de rendimento baseado numa relação máximo-mínimo
- Limitação da exploração de recursos naturais e preservação da biodiversidade e cultura por meio de regulamentações, impostos e compensações
- Minimizar a produção de resíduos com educação e instrumentos legais
- Eliminação de megainfraestruturas, transição de um sistema baseado em carros para um sistema mais local, de bicicleta e a pé
- Supressão da publicidade do espaço público[86]

A conferência de Barcelona teve pouca influência na ordem económica e política mundial. As críticas às propostas apresentadas em Barcelona, principalmente financeiras, inibiram a mudança.

### Decrescimento pelo mundo
Embora não seja explicitamente chamado de decrescimento, movimentos inspirados por conceitos e terminologias semelhantes podem ser encontrados em todo o mundo, incluindo o Buen Vivir na América Latina, os zapatistas no México, o curdo Rojava ou Eco-Swaraj na Índia e a economia de suficiência na Tailândia.

### Relação com outros movimentos sociais
O movimento do decrescimento tem uma variedade de relações com outros movimentos sociais e visões económicas alternativas, que vão desde a colaboração até a sobreposição parcial. O Konzeptwerk Neue Ökonomie (Laboratório de Novas Ideias Económicas), que sediou a conferência internacional do Decrescimento de 2014 em Leipzig, publicou um projeto intitulado "Decrescimento em movimento(s)" em 2017, que mapeia as relações com 32 outros movimentos sociais e iniciativas. A relação com o movimento de justiça ambiental é especialmente visível.
Outro conjunto de movimentos com os quais o movimento do decrescimento encontra sinergia é a onda de iniciativas e redes inspiradas nos comuns. Algumas das principais redes de comuns incluem: School of Commoning em Barcelona, Commoning Europe e o Commons-Institute na Alemanha. A principal sobreposição decorre de um alto nível de auto-organização para compartilhar recursos de forma sustentável por meio de uma lógica diferente fora da organização capitalista. Isso está a contrariar diretamente a hiperprivatização atualmente embutida no capitalismo contemporâneo, que ambos os movimentos estão a tentar combater de alguma forma. Por exemplo, iniciativas inspiradas em bens comuns podem ser cooperativas de alimentos, plataformas de código aberto e gestão em grupo de recursos como energia ou água. Essas formas democráticas descentralizadas e diretas de autogestão relacionam-se com o movimento do decrescimento em termos de representação política inclusiva, onde as pessoas estão ativamente envolvidas na produção e distribuição de recursos compartilhados. Em suma, os movimentos partilham valores de inclusão, uso sustentável de recursos, auto-organização, convivialidade, produção compartilhada de conhecimento e enfatizam o valor de uso sobre o valor de troca.

## Críticas, desafios e dilemas
As críticas ao decrescimento dizem respeito à conotação negativa que o termo "decrescimento" confere, ao equívoco de que o crescimento é visto como inequivocamente mau, aos desafios e à viabilidade de uma transição para o decrescimento, bem como ao entrelaçamento de aspetos desejáveis da modernidade com o paradigma do crescimento.

### Críticas

#### Conotação negativa
O uso do termo "decrescimento" é criticado por ser prejudicial ao movimento de decrescimento porque poderia carregar uma conotação negativa, em oposição ao "crescimento" percebido positivamente. "Crescimento" está associado à direção "para cima" e experiências positivas, enquanto "para baixo" gera as associações opostas. Investigações em psicologia política mostraram que a associação negativa inicial de um conceito, como "decrescimento" com o "baixo" percebido negativamente, pode influenciar como as informações subsequentes sobre esse conceito são integradas no nível inconsciente. No nível consciente, o decrescimento pode ser interpretado negativamente como a contração da economia, embora esse não seja o objetivo de uma transição para o decrescimento, mas sim uma das suas consequências esperadas. No atual sistema económico, uma contração da economia está associada a uma recessão e às suas consequentes medidas de austeridade, cortes de empregos ou salários mais baixos. Noam Chomsky comentou sobre o uso do termo "decrescimento": "Quando você diz 'decrescimento' assusta as pessoas. É como dizer que você terá que ser mais pobre amanhã do que é hoje, e isso não significa isso."
Como o "decrescimento" contém o termo "crescimento", há também o risco de o termo ter um efeito de retorno, o que reforçaria a atitude inicial positiva em relação ao crescimento. "Decrescimento" também é criticado por ser um termo confuso, já que o seu objetivo não é deter o crescimento económico como a palavra implica. Em vez disso, "a-crescimento" é proposto como um termo alternativo que enfatiza que o crescimento deixa de ser um importante objetivo de política, mas que ainda pode ser alcançado como um efeito colateral de políticas ambientais e sociais.

#### Crítica marxista
Os marxistas tradicionais distinguem dois tipos de criação de valor: o que é útil para a humanidade e o que serve apenas para acumular capital.:86–87 Os marxistas tradicionais consideram que é a natureza exploradora e o controlo das relações capitalistas de produção que é o determinante e não a quantidade. Segundo Jean Zin, embora a justificativa para o decrescimento seja válida, não é uma solução para o problema. Outros escritores marxistas adotaram posições próximas à perspetiva do decrescimento. Por exemplo, John Bellamy Foster e Fred Magdoff, em conjunto com David Harvey, Immanuel Wallerstein, Paul Sweezy e outros focam-se na acumulação infinita de capital como o princípio básico e objetivo do capitalismo. Essa é a fonte do crescimento económico e, na visão desses escritores, resulta num imperativo de crescimento insustentável. Foster e Magdoff desenvolvem o próprio conceito de Marx de fenda metabólica, algo que ele observou na exaustão dos solos pelos sistemas capitalistas de produção de alimentos, embora isso não seja exclusivo dos sistemas capitalistas de produção de alimentos como visto no Mar de Aral. Muitas teorias e ideias de decrescimento são baseadas na teoria neomarxista.

#### Crítica teórica de sistemas
Ao enfatizar o lado negativo e não o lado positivo do crescimento, a maioria dos proponentes do decrescimento permanece focada no (des)crescimento, assim corealizando e sustentando ainda mais a obsessão de crescimento insustentável realmente criticada. Uma saída para esse paradoxo pode ser mudar a visão reducionista do crescimento como um conceito económico, que os proponentes tanto do crescimento quanto do decrescimento comumente implicam, para um conceito mais amplo de crescimento que permita a observação do crescimento em outros sistemas de funções da sociedade. Foi proposta uma recodificação correspondente das organizações obcecadas pelo crescimento ou capitalistas.

### Desafios

#### Falta de macroeconomia para a sustentabilidade
Ainda não existe um modelo macroeconómico que possa descrever uma economia estável que não dependa do crescimento. Até agora, a economia moderna é estruturalmente dependente do crescimento económico para a sua estabilidade. Se o crescimento desacelerar, as empresas têm dificuldades, o desemprego aumenta, os políticos ficam nervosos e uma espiral de recessão aproxima-se. Para além disso, não existe lugar no mundo onde exista plenamente em grande escala. Consequentemente, os oponentes do decrescimento apresentam um argumento válido ao dizer que o decrescimento é, até certo ponto, utópico.

#### Esferas políticas e sociais
O imperativo do crescimento está profundamente enraizado nas sociedades capitalistas de mercado, de tal forma que é necessário para a sua estabilidade. Além disso, as instituições das sociedades modernas, como o Estado-nação, a segurança social, o mercado de trabalho, a educação, a academia, o direito e as finanças, coevoluíram junto com o crescimento para sustentá-lo. Uma transição para o decrescimento requer, portanto, não apenas uma mudança do sistema económico, mas de todos os sistemas nos quais ele se baseia. Como a maioria das pessoas nas sociedades modernas depende dessas instituições orientadas para o crescimento, o desafio de uma transição para o decrescimento também reside na resistência individual em se afastar do crescimento.

#### Privatização de terras
Baumann, Alexander e Burdon sugerem que "o movimento do decrescimento precisa de dar mais atenção aos custos da terra e da habitação, que são barreiras significativas que impedem a verdadeira agência política e económica e qualquer transição de decrescimento impulsionada pelas bases". Em essência, eles estão a dizer que é o facto de que a terra (algo que todos nós precisamos como o ar e a água) foi privatizada que cria um determinante absoluto do crescimento económico. Eles apontam que, mesmo que alguém esteja comprometido com o decrescimento, eles não têm outra opção a não ser décadas de crescimento do mercado para pagar o arrendamento ou a hipoteca. Por isso, a privatização da terra é um impedimento estrutural ao avanço que torna o decrescimento económica e politicamente inviável. Concluem que porque o decrescimento, como movimento, ainda não lidou com a privatização da terra (a privatização inaugural dos mercados—Acumulação Primitiva) ainda não conseguiu desenvolver uma estratégia que não perpetue o próprio crescimento que posiciona como problemático. Assim como o cercamento da terra (privatização) iniciou o capitalismo (crescimento económico), o decrescimento deve começar com a recuperação dos bens comuns da terra.

#### Agricultura
Uma sociedade de decrescimento exigiria uma mudança da agricultura industrial para práticas agrícolas menos intensivas e mais sustentáveis, como permacultura ou agricultura orgânica, mas não está claro se alguma dessas alternativas poderia alimentar a população global atual e projetada. No caso da agricultura orgânica, a Alemanha, por exemplo, não seria capaz de alimentar a sua população com rendimentos orgânicos ideais em toda a sua terra arável sem mudanças significativas nos padrões de consumo, como redução do consumo de carne e desperdício de alimentos. Mais, a produtividade do trabalho da agricultura não industrial é significativamente menor devido ao uso reduzido ou ausência de combustíveis fósseis, o que deixa muito menos força de trabalho para outros setores. As soluções potenciais para este desafio incluem a ampliação de abordagens como a agricultura apoiada pela comunidade (CSA, na sigla em inglês).

### Dilemas
Dado que a modernidade surgiu com altos níveis de energia e rendimento material, há um aparente compromisso entre os aspetos desejáveis da modernidade (por exemplo, justiça social, igualdade de género, longa esperança de vida, baixa mortalidade infantil) e níveis insustentáveis de energia e de uso de materiais. Alguns investigadores, no entanto, argumentam que o declínio da desigualdade de rendimento e o aumento da mobilidade social ocorridos sob o capitalismo do final da década de 1940 até a década de 1960 foi produto do forte poder negocial dos sindicatos e do aumento da redistribuição de riqueza e rendimento durante esse período; ao mesmo tempo, apontando para o aumento da desigualdade de rendimento na década de 1970, após o colapso dos sindicatos e o enfraquecimento das medidas de segurança social do Estado. Outros também argumentam que o capitalismo moderno mantém as desigualdades de género por meio de publicidade, mensagens em bens de consumo e redes sociais. Além disso, a partir de 2021, Cuba, um país com um sistema de saúde estatal, teve uma taxa de mortalidade de menores de cinco anos de 5,1 por 1.000 nascidos vivos enquanto os Estados Unidos, um país sem qualquer forma de cobertura de saúde universal, tinha uma taxa de mortalidade de menores de cinco anos de 6,5 por 1.000 nascidos vivos. Dados do UNICEF mostram que métricas de saúde de alto nível, como expectativa de vida, não são sinónimos de sistemas de saúde capitalistas ou privatizados. Em última análise, a afirmação de que o capitalismo e certos aspetos desejáveis da modernidade são codependentes é controversa.
Outra forma de olhar para o argumento de que o desenvolvimento de aspetos desejáveis da modernidade requer uso insustentável de energia e material é através das lentes da tradição marxista, que relaciona a superestrutura (cultura, ideologia, instituições) e a base (condições materiais de vida, divisão de trabalho). Uma sociedade de decrescimento, pelas suas condições materiais drasticamente diferentes, poderia produzir mudanças igualmente drásticas nas esferas culturais e ideológicas da sociedade. A economia política do capitalismo global gerou muitos males, como a desigualdade socioeconómica e a devastação ecológica, que geraram muitos bens por meio da individualização e do aumento da mobilidade espacial e social. Ao mesmo tempo, alguns argumentam que a individualização generalizada promulgada por uma economia política capitalista é má devido ao enfraquecimento da solidariedade, alinhada com a democracia, bem como das formas coletivas, secundárias e primárias de cuidado, e o estímulo simultâneo à desconfiança dos outros, relações interpessoais altamente competitivas, culpa do fracasso em deficiências individuais, priorização do interesse próprio e periferização da conceituação do trabalho humano necessário para criar e sustentar pessoas. Nessa visão, a individuação generalizada decorrente do capitalismo pode impedir as medidas de decrescimento, exigindo uma mudança nas ações para beneficiar a sociedade e não o eu individual.
Alguns argumentam que a economia política do capitalismo permitiu a emancipação social ao nível da igualdade de género, deficiência, sexualidade e anti-racismo sem precedentes históricos. No entanto, outros contestam a emancipação social como produto direto do capitalismo ou questionam a emancipação resultante. A escritora feminista Nancy Holmstrom, por exemplo, argumenta que os impactos negativos do capitalismo sobre as mulheres superam os impactos positivos, e as mulheres tendem a ser prejudicadas pelo sistema. No seu exame da China após a Revolução Comunista Chinesa, Holmstrom observa que as mulheres receberam liberdades assistidas pelo Estado para igualdade de educação, cuidados infantis, saúde, aborto, casamento e outros apoios sociais. Assim, a questão de saber se a emancipação social alcançada na sociedade ocidental sob o capitalismo pode coexistir com o decrescimento é ambígua.
Doyal e Gough alegam que o sistema capitalista moderno é construído sobre a exploração do trabalho reprodutivo feminino, bem como do Sul Global, e que o sexismo e o racismo estão embutidos na sua estrutura. Por isso, algumas teorias (como o ecofeminismo ou a ecologia política ) argumentam que não pode haver igualdade de género e hierarquia entre o Norte e o Sul Global dentro do capitalismo.
As propriedades estruturais do crescimento apresentam outra barreira ao decrescimento à medida que o crescimento molda e é imposto por instituições, normas, cultura, tecnologia, identidades, etc. O enraizamento social do crescimento manifesta-se nas aspirações, pensamentos, corpos, mentalidades e relacionamentos das pessoas. Juntos, o papel do crescimento nas práticas sociais e nas instituições socioeconómicos apresenta desafios únicos para o sucesso do movimento do decrescimento. Outra barreira potencial ao decrescimento é a necessidade de uma rápida transição para a sociedade do decrescimento devido às alterações climáticas e aos potenciais impactos negativos de uma rápida transição social, incluindo desorientação, conflito e diminuição do bem-estar.
Nos Estados Unidos, uma grande barreira ao apoio do movimento de decrescimento é o sistema educacional moderno, incluindo instituições de ensino obrigatório e superior. A partir do segundo mandato do governo Reagan, o sistema educacional nos EUA foi reestruturado para reforçar a ideologia neoliberal por meio de esquemas de privatização, como comercialização e contratação de desempenho, implementação de padrões e medidas de responsabilização que incentivam as escolas a adotar um currículo uniforme, e acreditação da educação e currículos destinados a afirmar os valores de mercado e as estruturas de poder atuais e evitar o pensamento crítico sobre as relações entre os que estão no poder, ética, autoridade, história e conhecimento. O movimento do decrescimento, baseado na suposição empírica de que os recursos são finitos e o crescimento é limitado, choca com a ideologia do crescimento sem limites associada ao neoliberalismo e aos valores de mercado afirmados nas escolas e, portanto, enfrenta uma grande barreira social para obter amplo apoio nos EUA.
No entanto, aspetos em co-evolução do capitalismo global, da modernidade liberal e da sociedade de mercado estão intimamente ligados e serão difíceis de separar para manter os valores liberais e cosmopolitas numa sociedade em decrescimento. Ao mesmo tempo, o objetivo do movimento do decrescimento é a progressão e não a regressão, e os investigadores apontam que os modelos económicos neoclássicos indicam que nem o crescimento negativo ou zero prejudicaria a estabilidade económica ou o pleno emprego. Vários afirmam que as principais barreiras ao movimento são fatores sociais e estruturais que chocam com a implementação das medidas de decrescimento.

#### Assistência médica
Tem sido apontado que existe um aparente compromisso entre a capacidade dos sistemas de saúde modernos de tratarem os corpos individuais até ao último suspiro e o risco ecológico global mais amplo de tal tratamento intensivo de energia e recursos. Se esse compromisso existir, uma sociedade de decrescimento teria que escolher entre priorizar a integridade ecológica e a consequente saúde coletiva ou maximizar os cuidados de saúde prestados aos indivíduos. No entanto, muitos estudiosos do decrescimento argumentam que o sistema atual produz danos psicológicos e físicos às pessoas. Eles insistem que a prosperidade social deve ser medida pelo bem-estar, não pelo PIB.:142